# جيمس ألين
جيمس ألين (بالإنجليزية: James Peter Allen)‏  (و. 1945  م) هو عالم مصريات، وعالم إنسان، وعالم آثار، وعضو هيئة تدريس جامعية أمريكي.

## التعليم
تعلم في جامعة شيكاغو.